# Neotylana marginale
Neotylana marginale är en insektsart som först beskrevs av Walker 1858.  Neotylana marginale ingår i släktet Neotylana och familjen sköldstritar. Inga underarter finns listade i Catalogue of Life.